# Campagne militaire du Togoland
La Campagne militaire du Togoland est l'invasion française et britannique de la colonie allemande du Togoland en Afrique de l'Ouest, ayant eu lieu entre le 9 et 26 août 1914 marquant le début de la campagne ouest-africaine de la Première Guerre mondiale. Les forces coloniales allemandes se retirent de la capitale Lomé et de la province côtière, pour lutter contre les actions retardatrices des alliés sur la route au nord de la ville de Kamina, d'où la Kamina Funkstation, un émetteur radio sans fil, relie le gouvernement de Berlin au Togoland, à l'océan Atlantique et à l'Amérique du Sud. Les principales forces britanniques et françaises des colonies voisines de la Gold Coast et du Dahomey avancent de la côte jusqu'à la route et au chemin de fer, alors que de plus petites forces convergent vers Kamina depuis le nord. Les défenseurs allemands retardent les envahisseurs de plusieurs jours lors des batailles d'Agbeluvhe et de Chra, mais cèdent la colonie le 26 août 1914. En 1916, le Togoland est divisé par les vainqueurs et en juillet 1922, le Togo britannique et  le Togo français sont établis comme territoires sous  mandat de la Société des Nations

## Contexte

### Togoland, 1914
L'Empire allemand établit un protectorat sur le Togoland en 1884, qui est légèrement plus grand que l'Irlande et a une population d'environ un million d'habitants en 1914. Une chaîne de montagnes avec des hauteurs de plus de 914 m part du sud-est au nord-ouest et restreint le trafic entre la côte et l'arrière-pays. Au sud des hautes terres, le sol passe des marais côtiers et des lagunes à un plateau d'environ 61 à 91 m de hauteur, couvert de forêts, de hautes herbes et de broussailles, où les agriculteurs défrichent la forêt pour la culture de palmier à huile. La zone est sous climat tropical, avec beaucoup plus de précipitations à l'intérieur et une saison sèche en août.  La moitié de la frontière avec la Gold Coast longe le fleuve Volta et un affluent mais au sud, la frontière est à l’est de la rive orientale sur 129 km. Les Allemands ont fait de la région du sud l'une des colonies les plus développées d'Afrique, ayant construit des lignes de chemin de fer à trois mètres et plusieurs routes à partir de Lomé, la capitale et la ville principale. Il n'y a avait pas de port maritime et les navires doivent rester en rade de Lomé et décharger le fret via un surfboat. En 1905 un wharf maritime à structures métalliques et à embranchement ferroviaire est inauguré par les Allemands pour réceptionner et transborder directement les cargaisons sur des trains. Concernant le réseau ferroviaire, une première ligne (en) de chemin de fer longe la côte depuis la ville d'Aného (l'ancienne capitale) jusqu'à Lomé (la nouvelle capitale) ; une deuxième va de Lomé à Blitta et dessert au passage la gare d' Atakpamé ; une troisième ligne relie Lomé et Kpalimé. Des routes sont construites de Lomé à Aného, de Lomé à Atakpamé et à Sokodé, de Kpalimé à Kete-Krachi et de là vers Mango ; en 1914, les routes auraient été adaptées aux véhicules à moteur.
Les forces militaires allemandes au Togoland sont limitées, il n'y avait pas d'unités de la Deutsches Heer (l'armée allemande), seulement 693 Polizeitruppen (police paramilitaire) sous le commandement du capitaine Georg Pfähler et environ 300 colons dotés d'une formation militaire. La colonie Togoland est adjacente à des colonies des Alliés de la Première Guerre mondiale: le Dahomey français sur la frontière Est, et la Gold Coast britannique à l'Ouest. Lomé(la capitale) et la station radio de Kamina (à l'intérieur des terres, distante de Lomé de 165 kilomètres environ et reliée à la côte par la route et le rail via Atakpamé) sont les seules zones d'importance militaire et stratégique. Kamina se trouve à 5 kilomètres environ d'Atakpame (ville et gare ferroviaire). L'émetteur radio est une station-relais pour les communications entre l'Allemagne, les colonies d'outre-mer, la marine impériale allemande et l'Amérique du Sud. L'Amirauté britannique veut empêcher la station d'être utilisée pour coordonner des attaques contre la navigation dans l'océan Atlantique. Au début de la guerre, le gouverneur du Togoland, le duc Adolf Friedrich du Mecklembourg, est en Allemagne et le militaire (major) Hans Georg von Doering, vice-gouverneur, le remplace et coordonne les opérations sur place .

### Côte d'Or, 1914

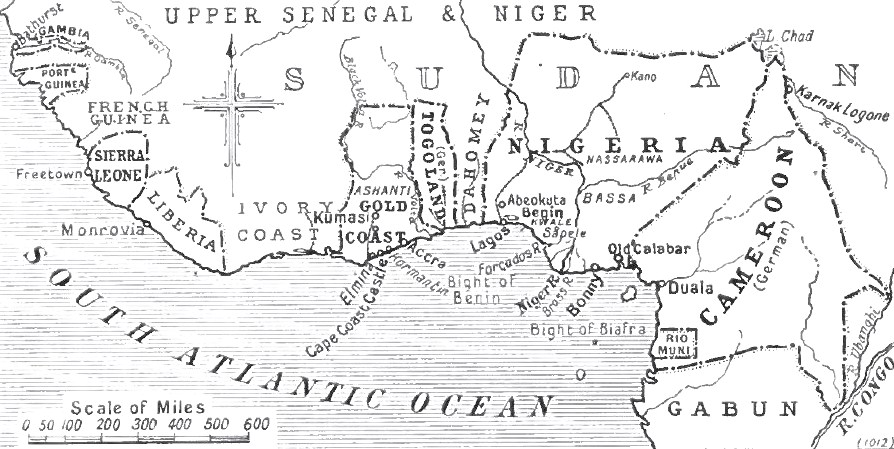
Afrique de l'Ouest, 1914–1918

Sir Hugh Clifford, gouverneur de Gold Coast, le lieutenant-general Charles Macpherson Dobell commandant de la West African Frontier Force (en) (WAFF) et le lieutenant-colonel RA de B. Rose, officier commandant du Gold Coast Regiment (en), sont absents en juillet 1914. William Charles Fleming (WCF) Robertson (en) est le gouverneur par intérim et le capitaine Frederick Bryant est commandant par intérim du Gold Coast Regiment. Le Gold Coast Regiment a une compagnie pionnière, sept compagnies d'infanterie dotées d'une mitrailleuse chacune et une batterie de quatre mitrailleuses QF de 2,95 pouces, s'élevant à 1 595 hommes dont 124 carriers - 124 carriers et environ 330 réservistes. Il y a quatre "corps de volontaires" avec environ 900 hommes et 1 200 policiers et douaniers. Le plan de défense de la Gold Coast (1913) prévoyait une guerre contre les Français en Côte d'Ivoire voisine et les Allemands au Togoland. En cas de guerre avec l'Allemagne, la colonie britannique devait être défendue le long du fleuve Volta et le long de la frontière nord-est contre la possibilité d'un raid, qui était le maximum dont les Allemands du Togoland étaient censés être capables.
Le plan prévoyait également une offensive à travers le fleuve dans le nord du Togoland, avant de faire une poussée vers le sud, la partie la plus peuplée de la colonie allemande. Le 29 juillet, un télégramme du Colonial Office arrive à Accra, ordonnant l'adoption de l'étape de précaution du plan de défense et William Charles Fleming Robertson transmet les informations à Frederick Bryant le lendemain. Ce dernier se dispense du programme qui n'a pas été révisé après la construction de la station sans fil à Kamina, et au 31 juillet mobilise le Gold Coast Regiment le long du sud, plutôt que le long de la frontière nord avec le Togoland. À Londres le 3 août, le Lieutenant general Charles Macpherson Dobell  propose une avancée si la guerre est déclarée, le long de la route côtière allant d'Ada à Keta et de Keta jusqu'à Lomé, qui est longue de moins de 3 km de la frontière. Frederick Bryant est parvenu à la même conclusion que Charles Macpherson Dobell et a déjà organisé de petites colonnes expéditionnaires à Kete-Krachi et Ada et rassemblé la force principale à Kumasi, prête à se déplacer dans les deux sens.

## Prélude

### Préparatifs offensifs anglo-français

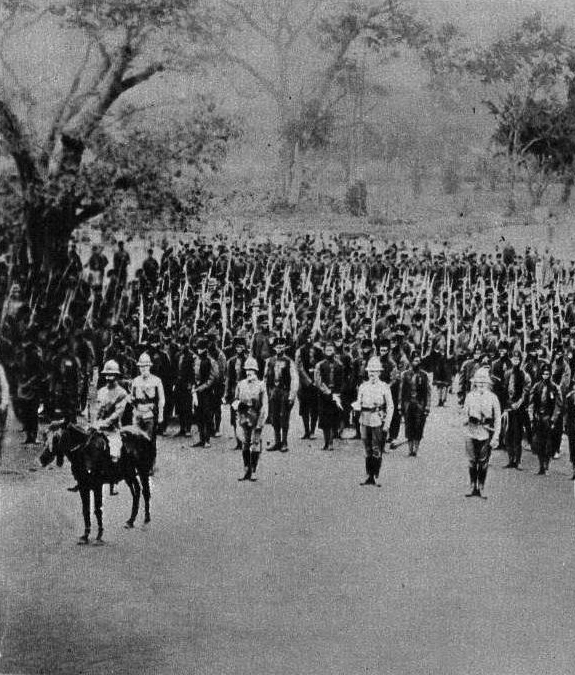
Parade de troupes Britanniques au Togoland, 1914

Le 5 août 1914, un jour après que le Royaume-Uni ait déclaré la guerre à l'Allemagne, les Alliés coupent les câbles sous-marins allemands entre Monrovia et Tenerife, faisant de la station de radio de Kamina le seul et unique lien entre la colonie du Togoland et l'Allemagne. Le même jour, le gouverneur par intérim du Togoland, Hans georg von Doering, envoie un télégramme à William Charles Fleming (WCF) Robertson le gouverneur par intérim de la Gold Coast, proposant la neutralité, conformément aux articles X et XI de la loi sur le Congo, qui stipulent que les colonies du bassin du Congo doivent rester neutres en cas d'un conflit en Europe.Hans Georg von Doering appelle également à la neutralité en raison de l'interdépendance économique des colonies ouest-africaines et de leur intérêt commun à dominer les populations locales. 
Le 6 août, le Cabinet à Londres refuse l'offre de neutralité et le capitaine Frederick Bryant,  commandant par intérim du Gold Coast Régiment, de sa propre initiative et après avoir ouï dire que les Français de la colonie du Dahomey souhaitaient coopérer, envoie à Hans Georg von Doering le capitaine E. Barker (Gold Coast Regiment) et Harry Scott Newlands (en) (le commissaire du district de Keta) avec une demande de reddition de la colonie et lui donne un ultimatum de 24 heures pour répondre. Le lendemain matin, les Britanniques interceptent un message sans fil de Hans Georg von Doering disant qu'il se repliait de la côte à Kamina et que Lomé se rendrait si la ville était attaquée. 
Une proposition similaire de neutralité de Hans Georg von Doering est reçue par le gouverneur de la colonie française du Dahomey qui la prend pour une déclaration de guerre et ordonne une invasion. Un plan d'urgence français pour s'emparer de Lomé et de la côte est rédigé en ignorant la station de radio (en) de Kamina, située à seulement 68 km (68 000 m) de la frontière du Dahomey.

## Invasion

### Prise de Lomé
Dans la soirée du 6 août, la police française occupe des postes de douane près d'Athiémé (au Dahomey) et le lendemain, le major Jean Maroix, commandant des forces militaires françaises au Dahomey, ordonne la prise d'Agbanake et d'Aného. Agbanake est occupée le 7 août au soir, le fleuve Mono est traversé et une colonne commandée par le capitaine Marchand prend Aného le matin du 8 août ; les deux mouvements se font sans opposition et les civils locaux aident les envahisseurs à repousser les Allemands, en incendiant la maison du gouvernement à Zébé. Les quelque 460 colons et Askaris se retirent à l'intérieur des terres, intimidant les civils et appelant les réservistes alors qu'ils se déplaçaient vers le nord. Les réparations commencent sur le chemin de fer Aného-Lomé (en) et les Français avancent vers la ville de Porto Seguro, puis arrêtent soudainement leur progression afin de laisser Lomé aux Britanniques. L'invasion britannique a en effet commencé le soir du 7 août : les émissaires britanniques, revenus à Lomé en camion, constatent que les Allemands sont partis pour Kamina. Ils demandent à Rudolf Clausnitzer le Bezirksamtmann (en) (équivalent de chef de district ou chef de circonscription) de Lomé-ville de leur remettre la colonie à Chra, situé à l'intérieur des terres, pour empêcher un bombardement naval de Lomé. Le 8 août, les émissaires prennent le commandement de quatorze soldats et policiers britanniques d'Aflao ; un opérateur télégraphique arrive à vélo et répare la ligne vers Keta et Accra.